# Ketchikan
Ketchikan è un comune dell'Alaska nel Borough di Ketchikan Gateway, negli Stati Uniti d'America. 

## Geografia fisica
È la cittadina più sud-orientale dell'Alaska ed è posizionata a circa 90 miglia (145 km) a nord della cittadina canadese Prince Rupert nella Kaien Island (Columbia Britannica) e si sviluppa "linearmente" lungo la costa del Tongass Narrows a sud-ovest dell'isola Revillagigedo (Revillagigedo Island) di fronte all'isola Pennock (Pennock Island) ed a un'altra più grande (Gravina Island). A circa 64 km ad est della cittadina si trova il parco Misty Fiords National Monument.

## Storia
Ketchikan è stata fondata nel 1885 come centro dell'industria conserviera.

## Territorio
Il centro della città si sviluppa per diversi chilometri attorno ad una sola via centrale: Tongass Ave. Ai lati della via sono presenti scale e passerelle che conducono ai punti più alti della città verso i ripidi versanti della montagna soprastante.

## Economia
In passato Ketchikan era conosciuta come la "capitale mondiale del salmone in scatola" e anche produttrice della pasta di legno (dal 1954 al 1997). Attualmente gli abitanti della cittadina vivono della pesca al salmone (30%) e dal reddito derivato dal turismo (metà degli anni 90). Molti negozi (gestiti dalle stesse compagnie che gestiscono le navi da crociera) sono aperti solamente da maggio a ottobre.

## Infrastrutture e trasporti
Ketchikan è il primo scalo dei traghetti dell'"Alaska Marine" e delle navi da crociera provenienti dal sud. Possiede un aeroporto (costruito su un'altra isola vicina). Non è collegata alla terraferma da nessuna strada.

## Cultura

### Cinema
Nella serie televisiva del 2016 The Young Pope del regista Paolo Sorrentino la città di Ketchikan è richiamata più volte come sede di destinazione scelta dal Papa immaginario Pio XIII dove trasferire (di fatto confinare) cardinali della Curia Romana o importanti arcivescovi non in sintonia con lui, o rei di crimini compiuti.

## Alcune immagini di Ketchikan

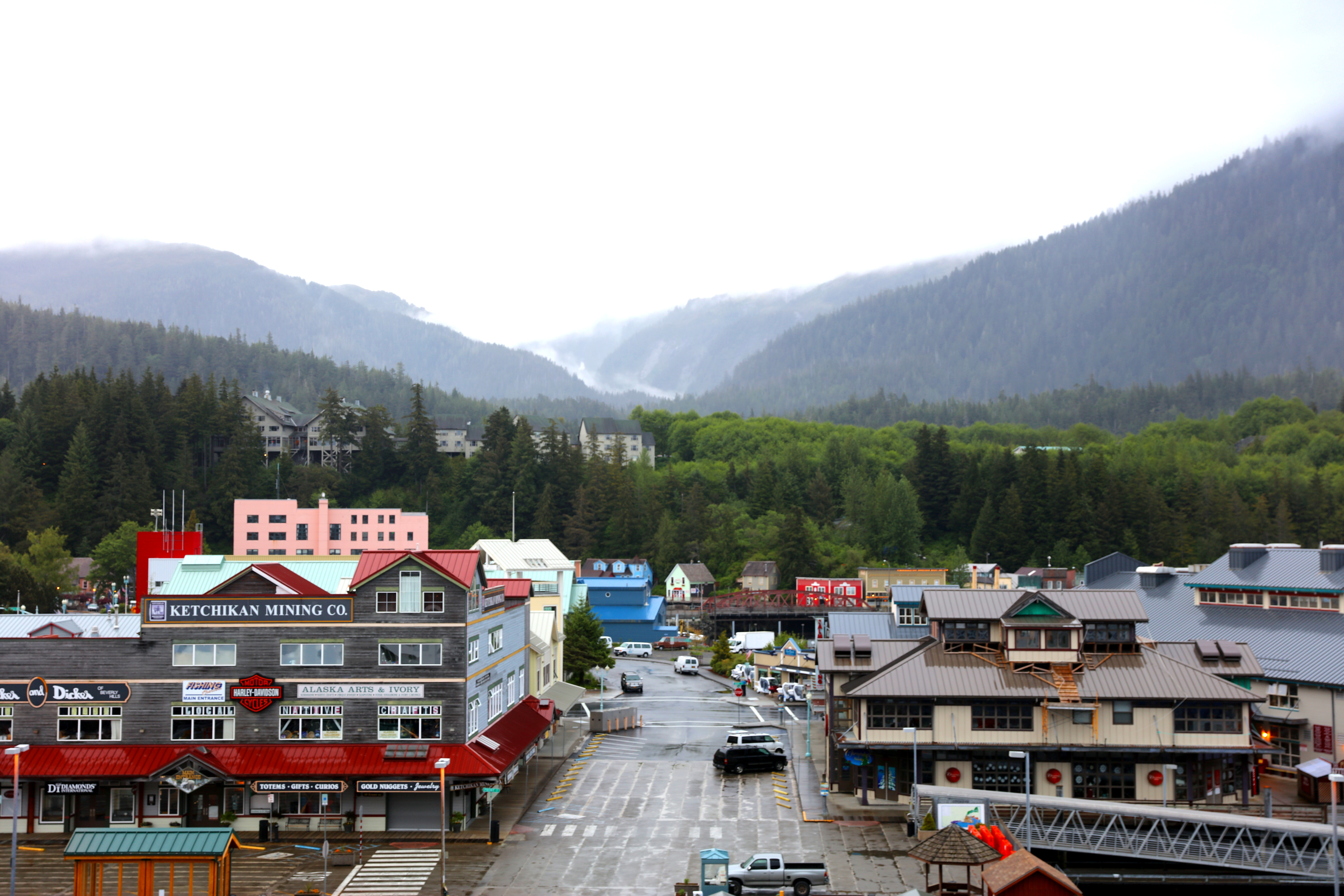
La città
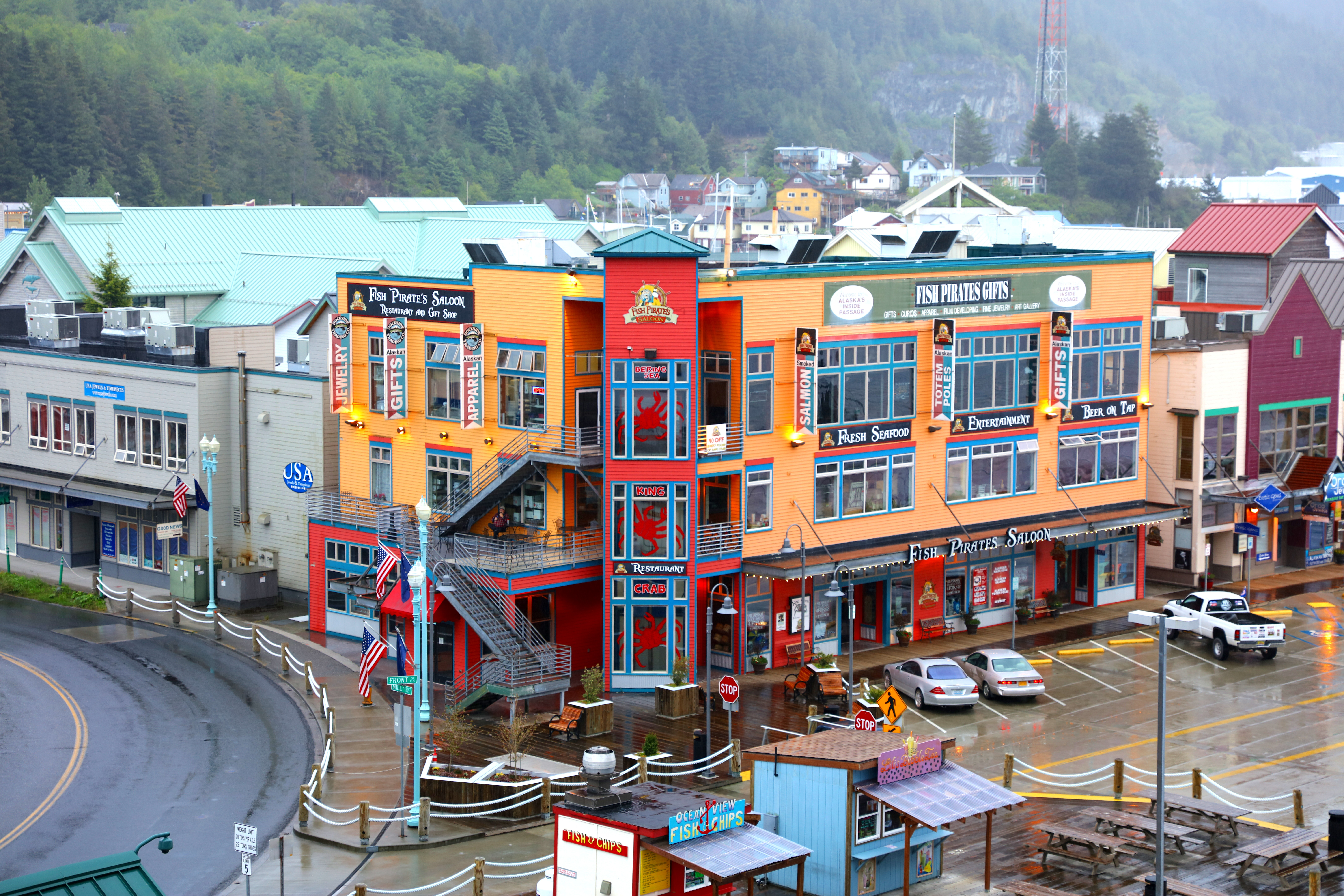
La città
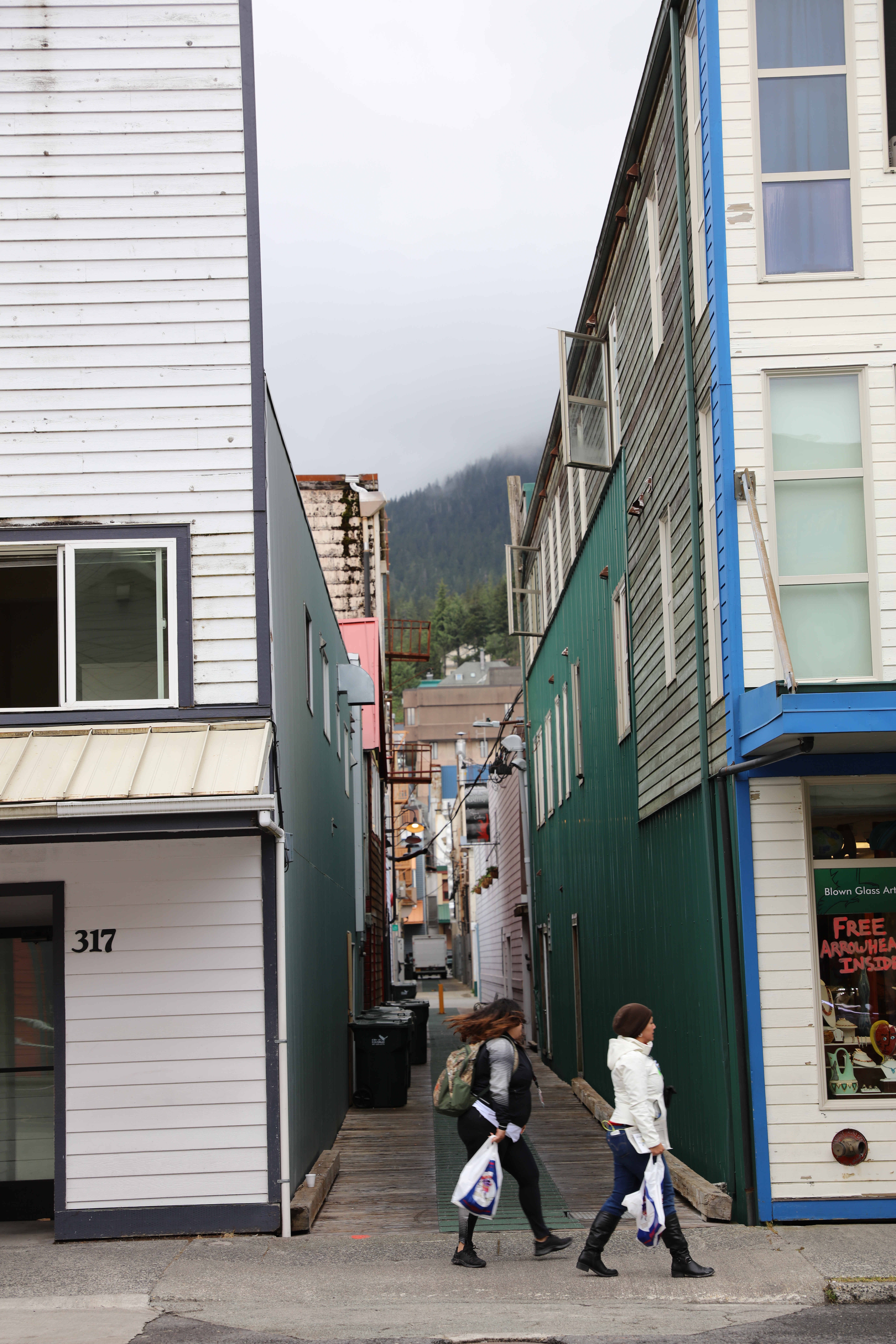
La città
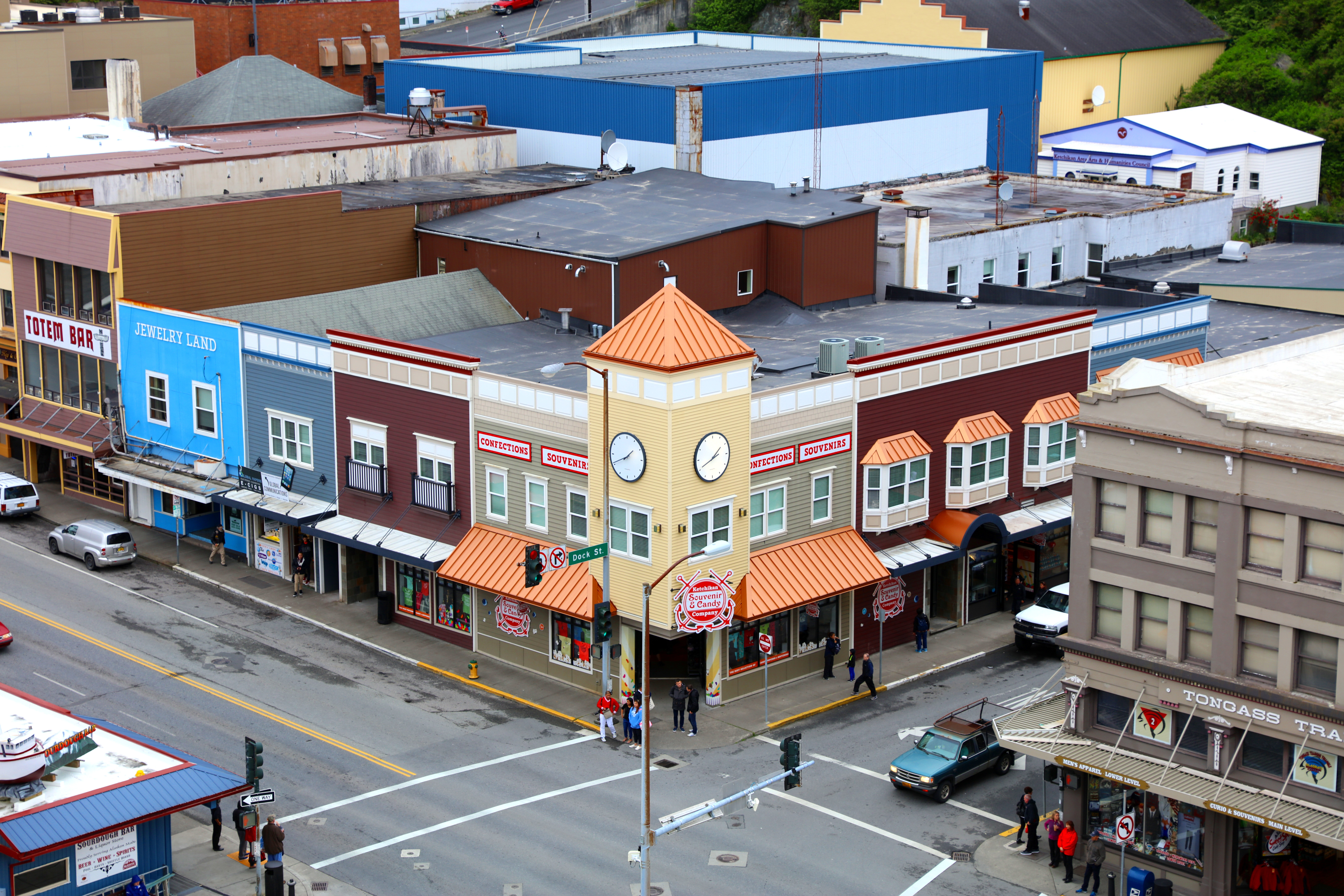
La città
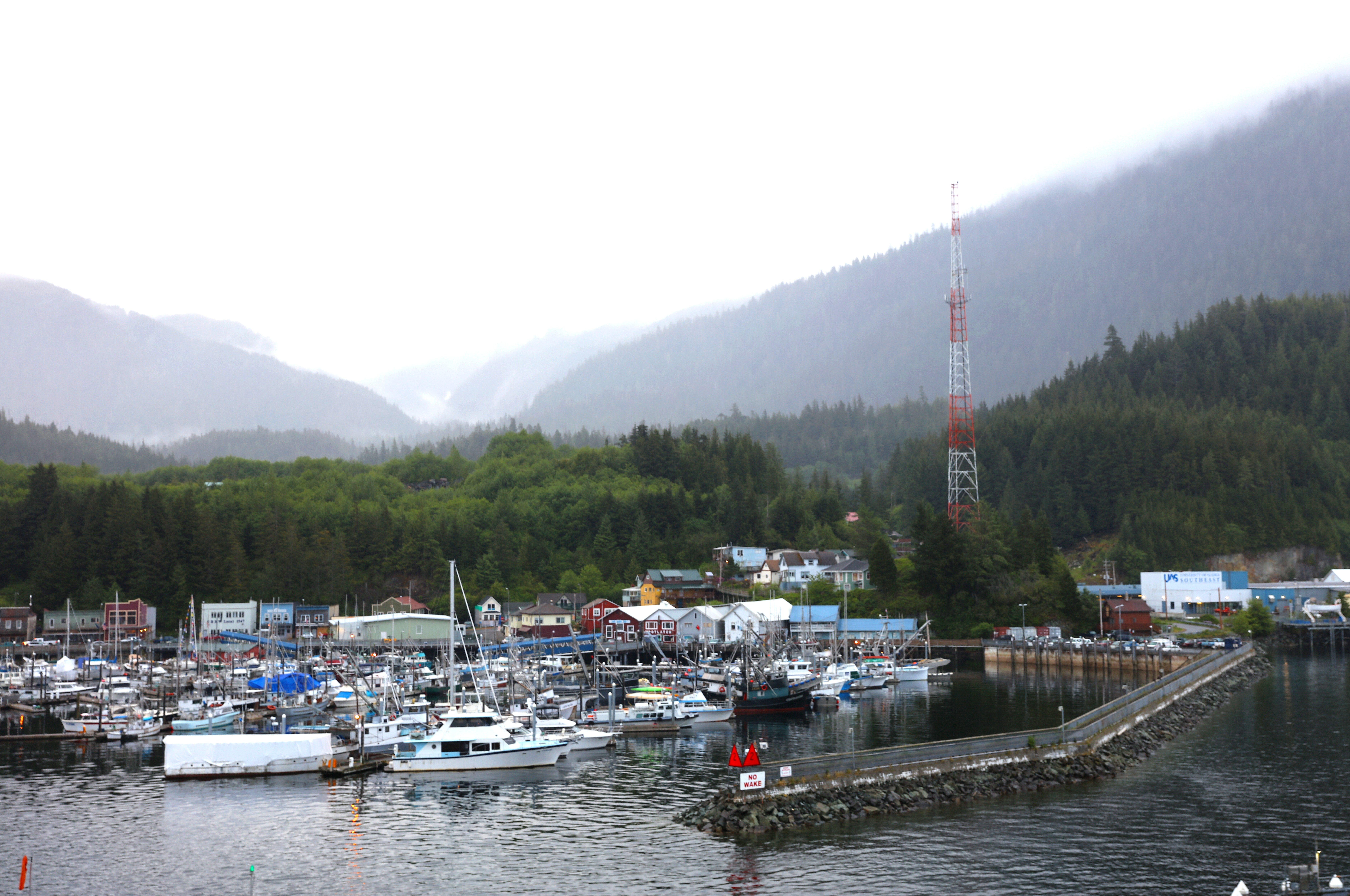
Il porto
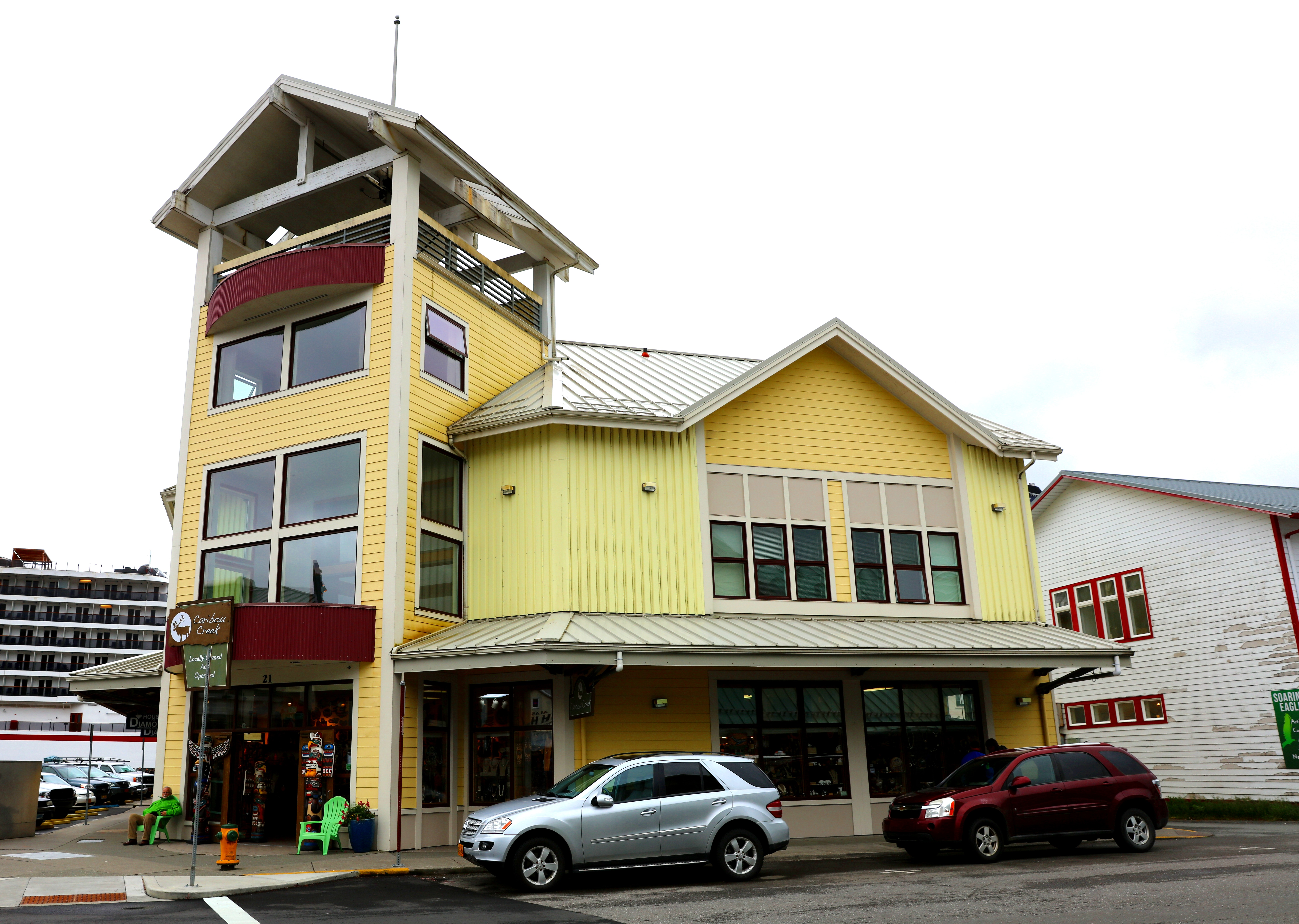
Un edificio caratteristico
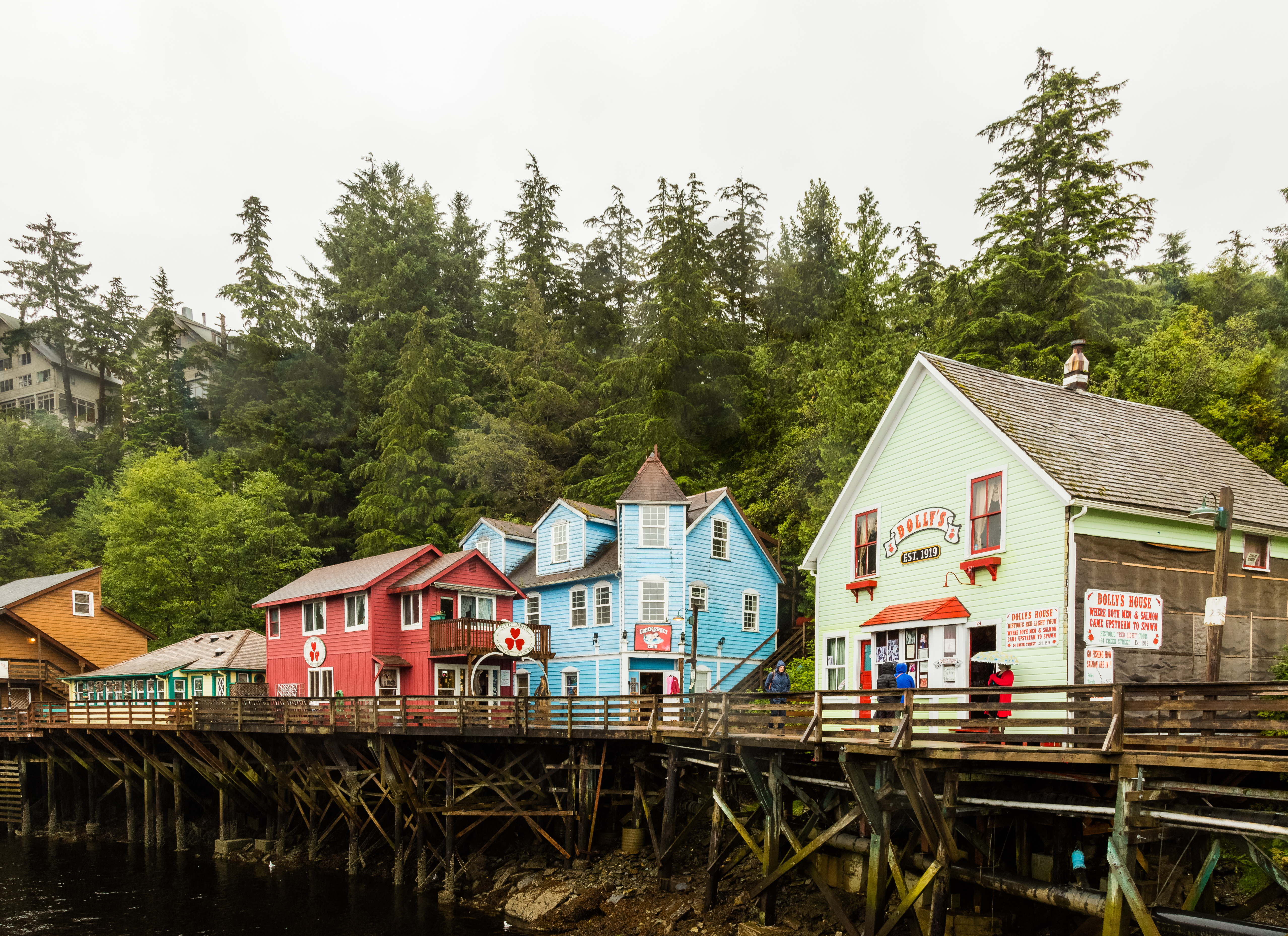
Strada storica Creek
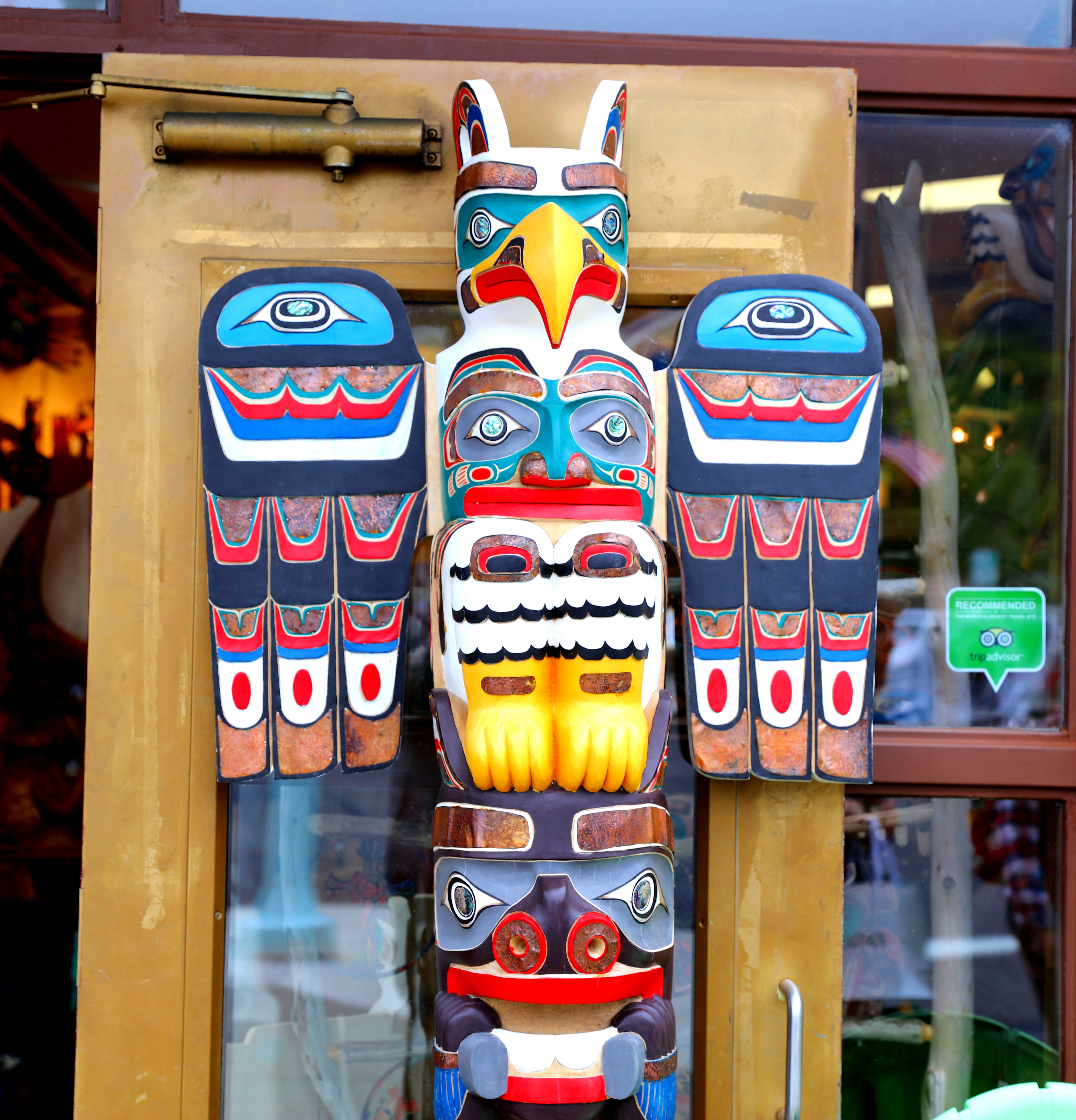
Totems